# Крамской, Владимир Фёдорович
Владимир Фёдорович Крамской (род. 5 марта 1967, Рязань) — советский и российский хоккеист, защитник. Заслуженный тренер России.

## Биография
Воспитанник рязанского «Станкостроителя». С 1982 года — в ДЮСШ Таллина. В сезоне 1984/85 дебютировал во второй лиге за местный «Кренгольм». В сезонах 1986/87 — 1987/88 играл за «Таллэкс». Два сезона (1988/89 — 1989/90) отыграл в высшей лиге в составе рижского «Динамо». Три сезона выступал за «Динамо» Москва. В сезонах 1993/94 и 1994/95 играл за шведские клубы «Вестра Фрёлунда» и «Мура», возвращаясь в концовке в «Динамо» на матчи плей-офф. С 1995 года — в японском клубе «Одзи Сейси». Вернувшись в 1998 году в Россию, играл за «Авангард» (1998/99), «Крылья Советов» (1998/99, 2000/01, 2003/04), «Салават Юлаев» (2001/02), «Северсталь» (2001/02), ЦСКА (2002/03).
Чемпион СССР — СНГ — МХЛ (1991, 1992, 1993, 1995).
С 2008 года — тренер в школе ЦСКА.
Сын Никита (род. 8 марта 1994, Гётеборг) играл в МХЛ и ВХЛ, ныне тренер.